# Cvet z juga
Cvet z juga är en låt framförd av den slovenska sångerskan Alenka Gotar. Låten representerade Slovenien vid Eurovision Song Contest 2007 i Helsingfors i Finland. Låten är skriven av Andrej Babić.
Bidraget framfördes i semifinalen den 10 maj 2007 där det tog sig vidare till final efter att ha slutat på sjunde plats med 140 poäng. I finalen den 12 maj slutade det på femtonde plats med 66 poäng.